# Sainte-Émilie Valley Cemetery
Le Sainte-Émilie Valley Cemetery  est un cimetière militaire de la Première Guerre mondiale, situé dans le hameau de Sainte-Émilie, sur le territoire de la commune de Villers-Faucon, dans le département de la Somme, au nord-est d'Amiens.

## Localisation
Ce cimetière, situé à l'est du village, se situe sur la D24 à 500 m au sud du hameau de Sainte-Émilie.

## Histoire

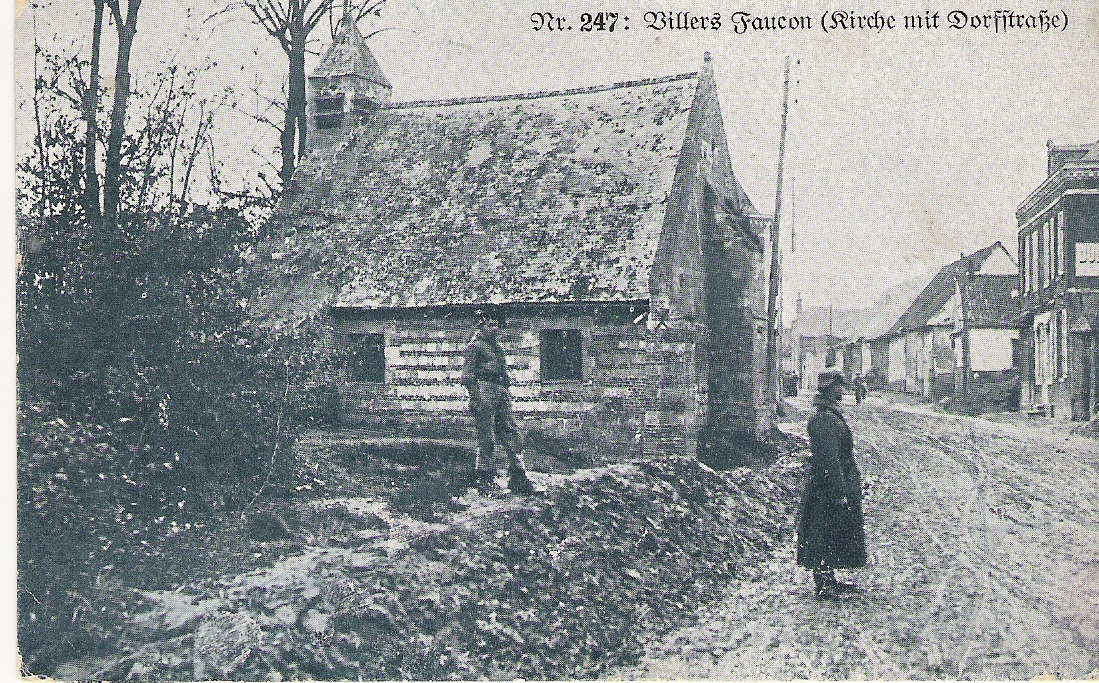
Carte postale allemande du village en 1917.

Occupé par l'armée allemande depuis le début de la guerre, Villers-Faucon est capturé par la 5e division de cavalerie britannique le 27 mars 1917.  Perdu à nouveau le 22 mars 1918 lors de  la Bataille du Kaiser, le secteur sera définitivement libéré par le IIIe corps le 7 septembre 1918.

Sur le site de ce cimetière se trouvaient des tombes de soldats du Commonwealth enterrés par les Allemands en 1917. Le reste du cimetière est composé presque entièrement de tombes apportées d'un cimetière plus ancien du même nom ou des champs de bataille des environs après l'armistice. Une grande partie de ces tombes concentrées étaient celles de soldats de la 16e division irlandaise tombés en mars 1918.

Le cimetière d'Émilie Valley contient 513 sépultures du Commonwealth de la Première Guerre mondiale dont 222 ne sont pas identifiées. Il y a aussi dix sépultures allemandes dans le cimetière.

## Caractéristiques
Ce cimetière a un plan rectangulaire de 40 m sur 30.
Il est entouré d'un mur de briques de moellons. Le cimetière a été conçu par Edwin Lutyens.

## Sépultures
| Pays               | Sépultures |
| ------------------ | ---------- |
| Royaume-Uni        | 485        |
| Australie          | 25         |
| Nouvelle-Zélande   | 1          |
| Afrique du Sud     | 2          |
| Indes britanniques | 1          |
| Allemagne          | 10         |
| Total              | 523        |

## Galerie

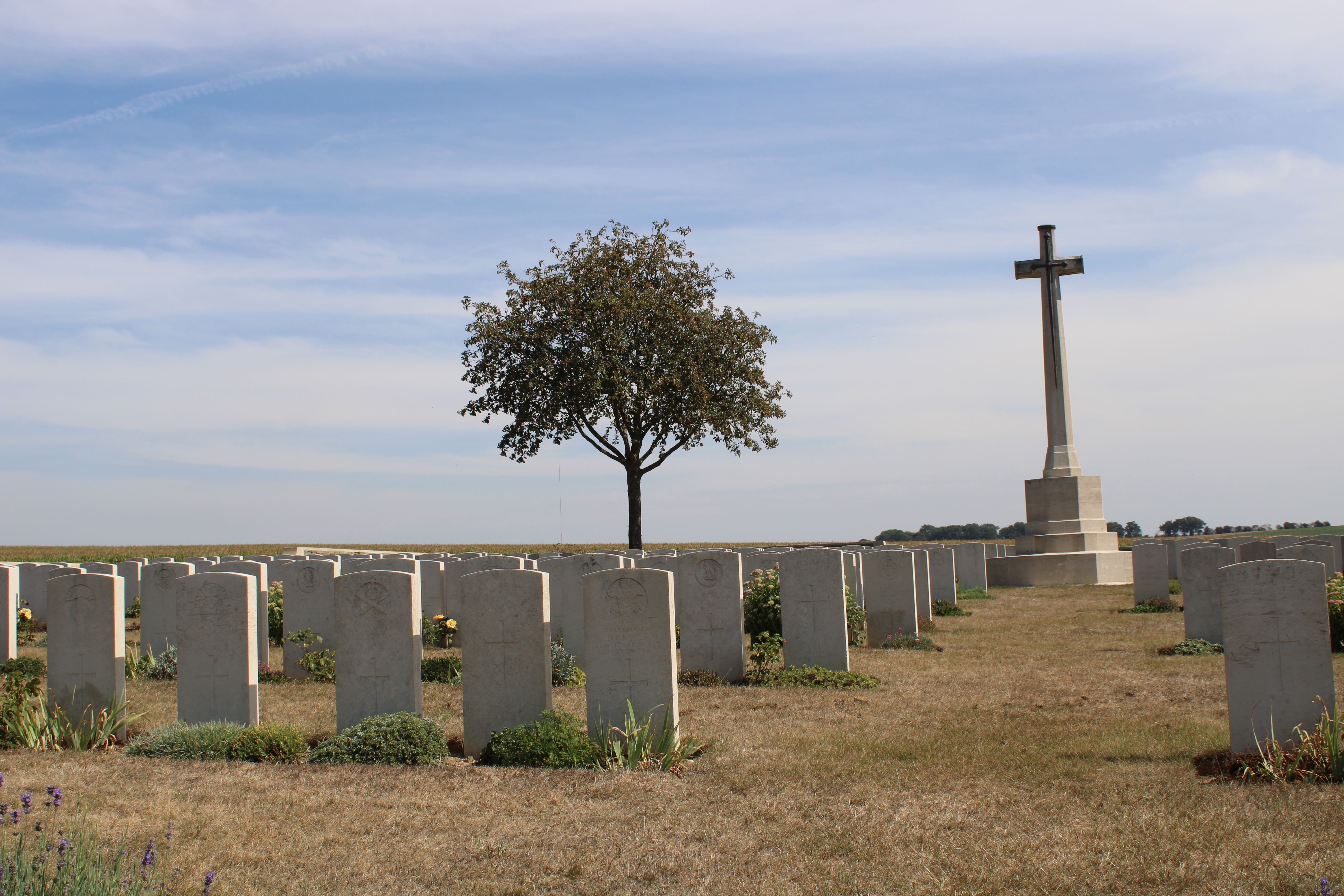
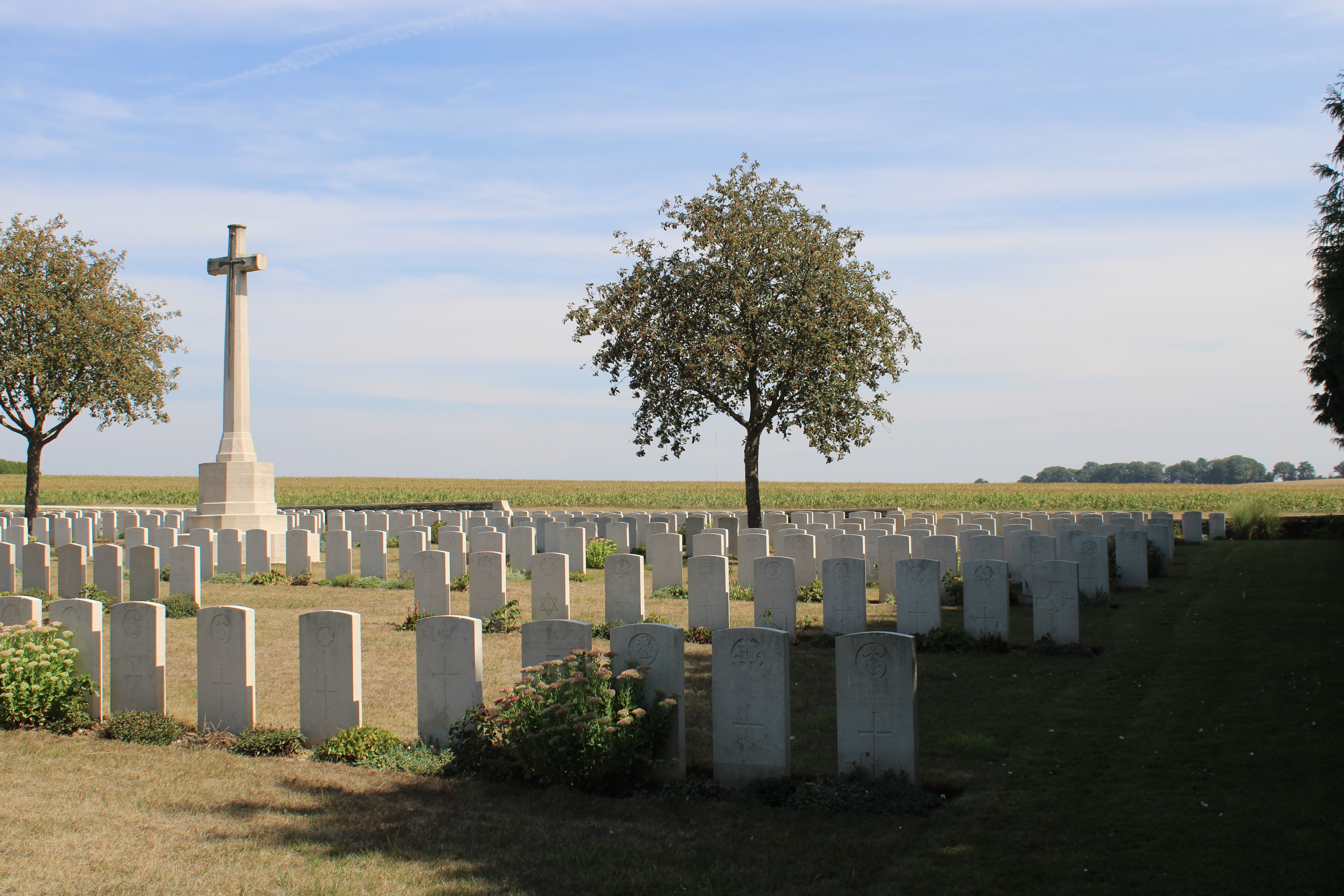
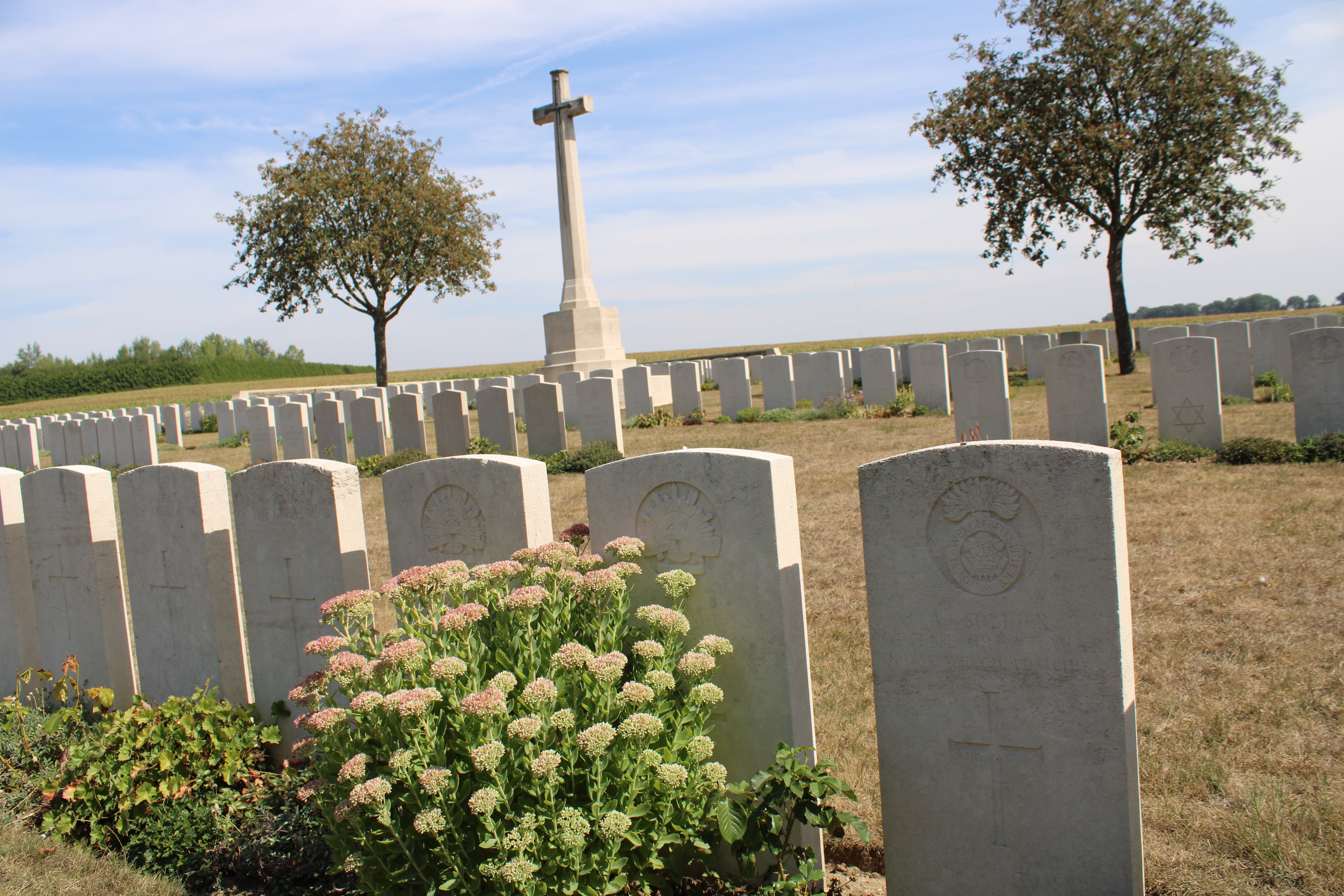
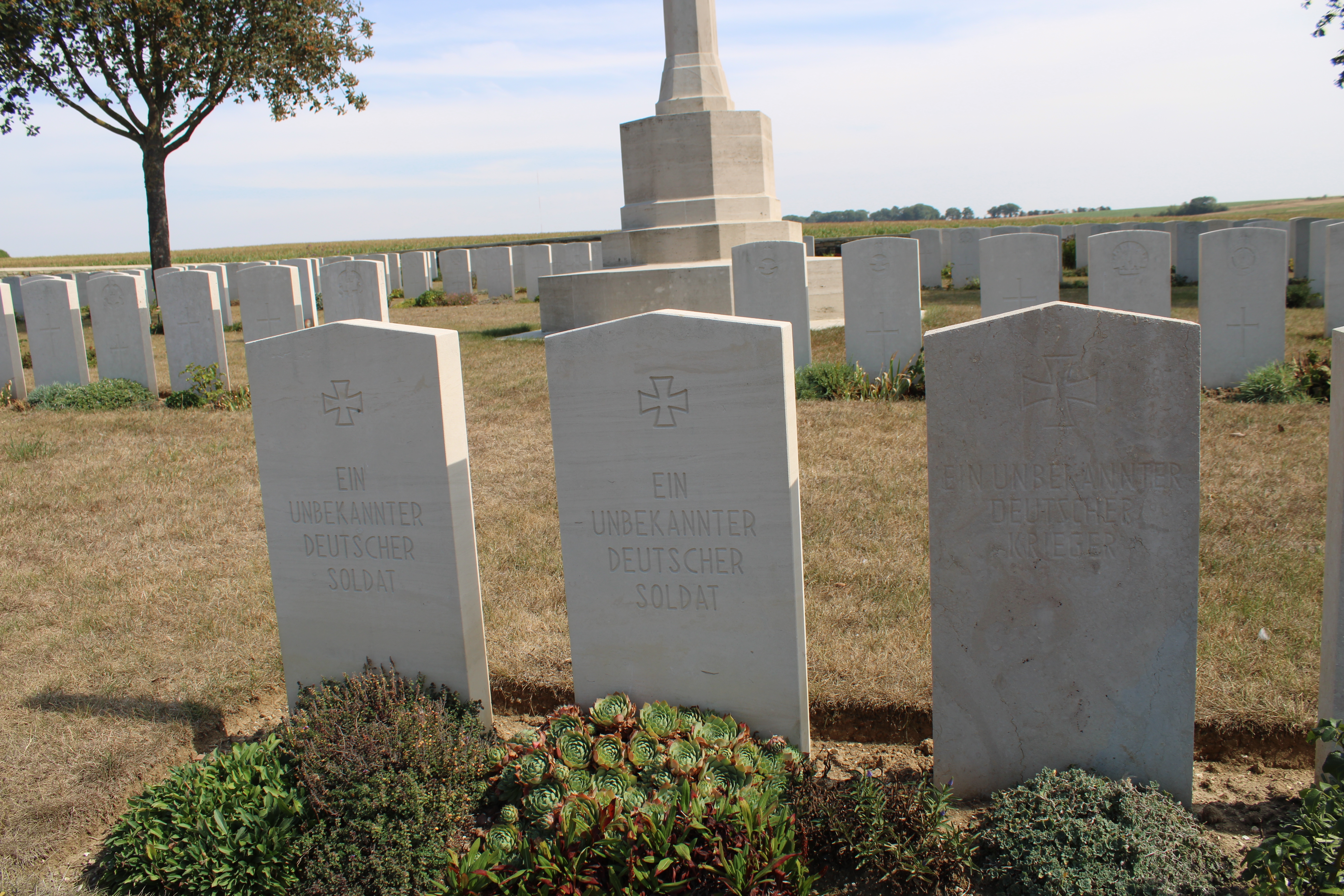
Tombes de soldats allemands.
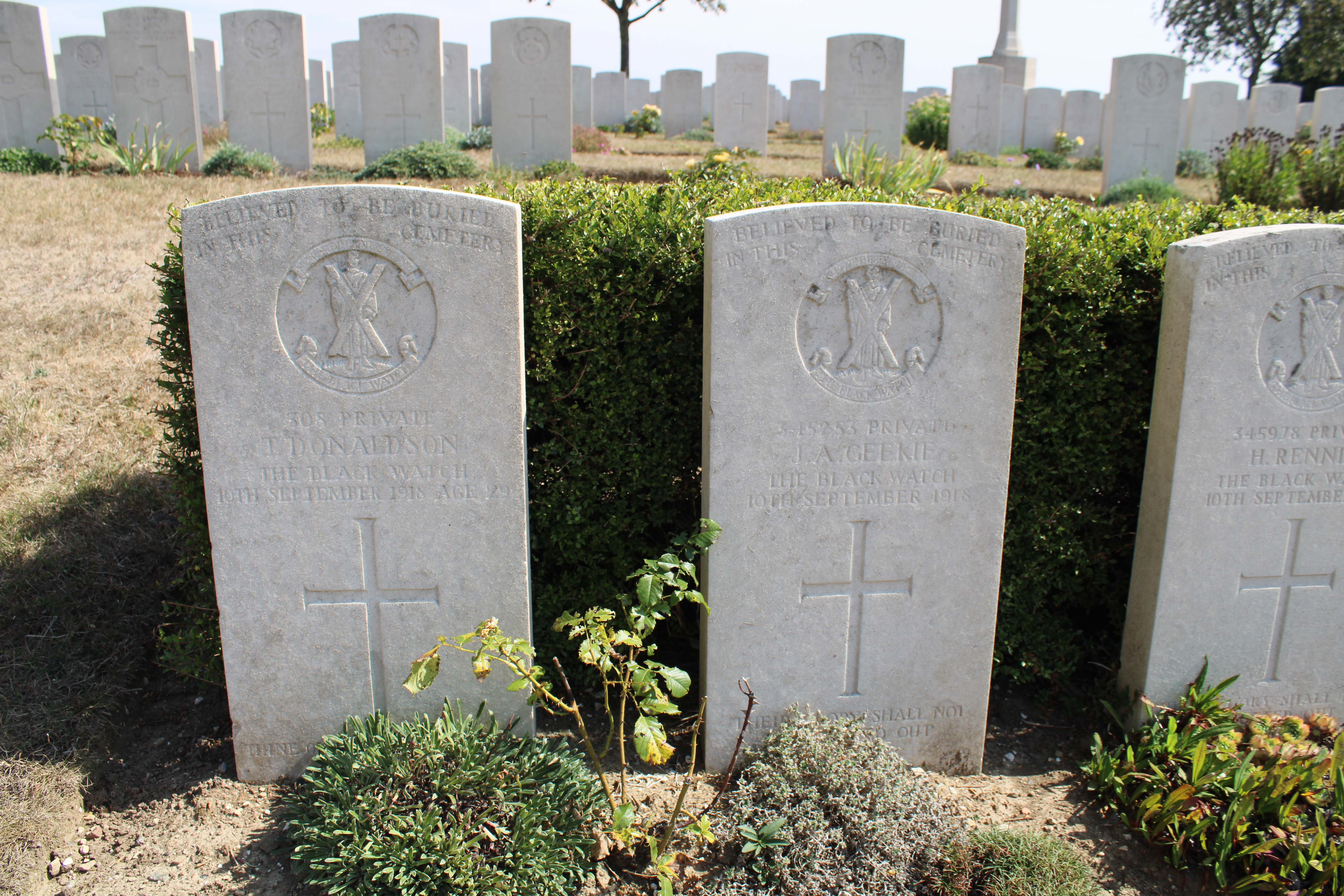
Tombes de soldats du Black Watch Regiment.
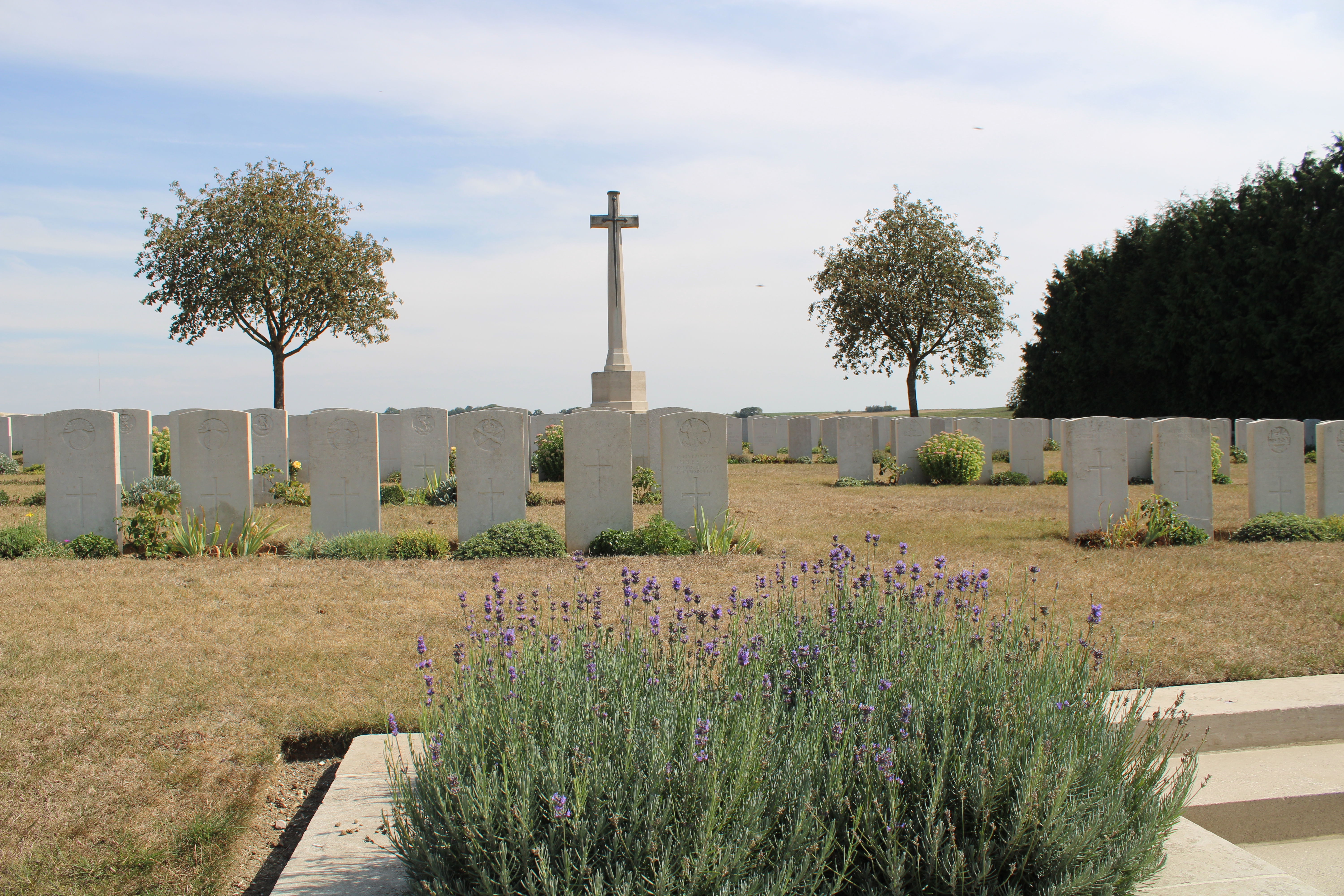